# Jorge Torregrossa
Pour les articles homonymes, voir Torregrossa (homonymie).
Jorge Torregrossa, né le 3 octobre 1973 à Sant Vicent del Raspeig dans la province d'Alicante, est un réalisateur, scénariste et producteur espagnol.

## Biographie
Son premier long-métrage The End (Fin) est présenté entre autres au Festival international du film fantastique de Gérardmer en 2013, pour lequel il récolte le Prix spécial du jury.

## Filmographie
| Année | Titre français | Titre original (si différent)     | En tant que | En tant que | En tant que | Note                                    |
| Année | Titre français | Titre original (si différent)     | Réalisateur | Producteur  | Scénariste  | Note                                    |
| ----- | -------------- | --------------------------------- | ----------- | ----------- | ----------- | --------------------------------------- |
| 1998  |                | Family Pictures                   | ✔️          |             |             | Court-métrage                           |
| 2000  |                | Desire                            | ✔️          |             | ✔️          | Court-métrage                           |
| 2001  |                | Mujeres en un tren                | ✔️          |             |             | Court-métrage                           |
| 2001  |                | Diminutos del calvario            | ✔️          |             |             | Court-métrage                           |
| 2003  |                | Un lugar en el mundo              | ✔️          |             |             | Série télévisée (6 épisodes)            |
| 2003  |                | Detesto el sentimentalismo barato | ✔️          | ✔️          |             | Court-métrage                           |
| 2005  |                | Manchas                           | ✔️          | ✔️          | ✔️          | Court-métrage                           |
| 2006  |                | Verano o Los defectos de Andrés   | ✔️          | ✔️          | ✔️          | Court-métrage                           |
| 2007  |                | Los simuladores                   | ✔️          |             |             | Série télévisée (saison 2, épisode 10)  |
| 2007  |                | Herederos                         | ✔️          |             |             | Série télévisée (8 épisodes)            |
| 2008  |                | El comisario                      | ✔️          |             |             | Série télévisée (saison 12, épisode 10) |
| 2008  |                | La señora                         | ✔️          |             |             | Série télévisée (10 épisodes)           |
| 2010  |                | Tierra de lobos                   | ✔️          |             |             | Série télévisée (3 épisodes)            |
| 2011  |                | 14 de abril. La República         | ✔️          |             |             | Série télévisée (2 épisodes)            |
| 2012  | The End        | Fin                               | ✔️          |             |             | Premier long-métrage                    |
| 2012  |                | Imperium                          | ✔️          |             |             | Série télévisée (3 épisodes)            |
| 2012  | Grand Hôtel    | Gran Hotel                        | ✔️          |             |             | Série télévisée (2 épisodes)            |
| 2013  |                | La vida inesperada                | ✔️          |             |             | Long-métrage                            |
| 2014  |                | Sin identidad                     | ✔️          |             |             | Série télévisée (4 épisodes)            |
| 2015  |                | Carlos, rey emperador             | ✔️          |             |             | Série télévisée (5 épisodes)            |
| 2016  |                | Bajo sospecha                     | ✔️          |             |             | Série télévisée (1 épisode)             |

## Distinctions

### Récompenses
- Barcelona Curt Ficcions 2001 : Meilleur court-métrage pour Mujeres en un tren
- Iberoamerican Short Film Competition 2007 : Meilleur court-métrage pour Verano o Los defectos de Andrés
- Festival international du film fantastique de Gérardmer 2013 : Prix spécial du jury pour The End
- Premios Turia 2014 : Meilleur jeune réalisateur pour La vida inesperada

### Nominations
- Premios Feroz 2015 : Meilleur film comique pour La vida inesperada